# Jan Baránek (1993)
Jan Baránek ml. (* 26. června 1993, Opava) je bývalý český fotbalový obránce a bývalý mládežnický reprezentant, naposledy hráč klubu FC Viktoria Plzeň. Jeho otcem je bývalý profesionální fotbalista a trenér Jan Baránek st., strýcem pak Vít Baránek. Nastupoval na postu stopera, jeho předností byla díky výšce hra hlavou.
Nastoupil i do několika zápasů za juniorské výběry České republiky. V září 2016 však utrpěl v utkání Českého poháru v Hlučíně zranění kolene, které se přes veškerou snahu nepodařilo plně vyléčit. V únoru 2018 tak v 24 letech ukončil profesionální kariéru. Po konci profesionální kariéry začal hrát amatérský fotbal v SK Bohuslavice, do rodného města se vrátil v létě 2019 přestupem do třetiligového FC Dolní Benešov.

## Klubová kariéra

### FC Baník Ostrava
Jan Baránek pochází z Dolního Benešova. Je odchovancem Baníku Ostrava. V průběhu podzimní části sezony 2012/13 se propracoval do prvního týmu. V 1. české lize debutoval 21. září 2012 proti FC Slovan Liberec (remíza 2:2). Celkem za klub odehrál 38 ligových zápasů, ve kterých vstřelil tři branky.

### FC Viktoria Plzeň
V prosinci 2014 se dohodl na přestupu s klubem FC Viktoria Plzeň, který využil výstupní klauzule v jeho smlouvě. Baránek podepsal kontrakt na 3,5 roku platný od 1. ledna 2015 a dostal dres s číslem 22.

#### Sezóna 2014/15
Debutoval v ligovém utkání 1. března 2015 proti FC Hradec Králové (výhra 3:2), v 86. minutě vystřídal Daniela Koláře. V jarní části odehrál sedm ligových střetnutí, ve většině z nich nastoupil jako střídající hráč. Dvě kola před koncem sezoně 2014/15 získal s mužstvem mistrovský titul.

#### Sezóna 2015/16
Po vyřazení ve 3. předkole Ligy mistrů UEFA s izraelským klubem Maccabi Tel Aviv FC nastoupil za Plzeň ve 4. předkole Evropské ligy UEFA, kde tým narazil na mužstvo ze Srbska FK Vojvodina Novi Sad. Po výhrách 3-0 (v tomto zápase Baránek nenastoupil) a 2-0 Plzeň postoupila do základní skupiny Evropské ligy, kde bylo mužstvo nalosováno do skupiny E společně s FK Dinamo Minsk (Bělorusko), Villarreal CF (Španělsko) a Rapid Vídeň (Rakousko). Západočeši získali ve skupině čtyři body, skončili na třetím místě a do jarní vyřazovací části nepostoupili. Ve skupinové fázi Evropské ligy za tým odehrál pět utkání, nenastoupil pouze v odvetě s Rapidem Vídeň.
30. listopadu 2015 v ligovém utkání 15 kola proti FK Jablonec vstřelil ve 32. minutě jediný rozhodující gól zápasu. V sezoně nastupoval pravidelně v základní sestavě na postu stopera, nejčastěji vedle Lukáše Hejdy či Romana Hubníka. V ročníku vstřelil na obránce velmi dobrých pět gólů. V ročníku 2015/16 získal tři kola před konce sezony s Viktorkou mistrovský titul, klub dokázal ligové prvenství poprvé v historii obhájit.

#### Sezóna 2016/17, zranění a ukončení kariéry
S Viktorkou postoupil přes ázerbájdžánský Qarabağ FK po remízách 0:0 a 1:1 (v tomto utkání Baránek nehrál) do 4. předkola - play-off Ligy mistrů UEFA, což znamenalo jistou podzimní účast Plzně v evropských pohárech. 4. předkolo LM Západočeši proti bulharskému PFK Ludogorec Razgrad výsledkově nezvládli. Prohráli 0:2 a v odvetě na domácí půdě remizovali 2:2 (v tomto střetnutí hráč nenastoupil), kvůli čemuž se museli spokojit s účastí ve skupinové fázi Evropské ligy UEFA. Viktorka byla nalosována do základní skupiny E společně s AS Řím (Itálie), Austria Vídeň (Rakousko) a FC Astra Giurgiu (Rumunsko). Dne 21. 9. 2016 nastoupil v dresu Viktorky do utkání Českého poháru na hřišti FC Hlučín. V tomto utkání utrpěl zranění kolene, které zpočátku nevypadalo vážně. Již o měsíc později, dne 20. 10. 2016, nastoupil za Plzeň v základní sestavě ve 3. kole Evropské ligy proti Astře Giurgiu – Plzeň na domácím trávníku prohrála 1:2. Od té doby však odehrál jedinou minutu, 30. 10. 2016 v ligovém utkání proti Dukle. Zraněné koleno si postupně vyžádalo tři operace a lékaři nakonec konstatovali, že pokud Baránek bude pokračovat ve vrcholovém sportu, riskuje v horizontu dvou až tří let nutnost umělého kloubu. Z těchto důvodů se v 24 letech rozhodl ukončit profesionální kariéru. Oficiální oznámení bylo vydáno 5. února 2018.

## Klubové statistiky
| Sezona  | Klub              | Soutěž         | Zápasy | Góly |
| ------- | ----------------- | -------------- | ------ | ---- |
| 2012/13 | FC Baník Ostrava  | Gambrinus liga | 3      | 0    |
| 2013/14 | FC Baník Ostrava  | Gambrinus liga | 22     | 2    |
| 2014/15 | FC Baník Ostrava  | Synot liga     | 13     | 1    |
| 2014/15 | FC Viktoria Plzeň | Synot liga     | 7      | 0    |
| 2015/16 | FC Viktoria Plzeň | Synot liga     | 25     | 5    |

## Reprezentační kariéra
Nastupoval za českou reprezentaci do 20 a 21 let. Za českou jedenadvacítku debutoval v listopadu 2013 v přátelském utkání s Anglií (remíza 2:2).
Zúčastnil se domácího Mistrovství Evropy hráčů do 21 let 2015 konaného v Praze, Olomouci a Uherském Hradišti.

## Trenérská kariéra
V červenci 2018 byl jmenován do funkce asistenta trenéra třetiligového FC Dolní Benešov.

## Úspěchy

### Individuální
- Za rok 2014 zvítězil v české anketě Fotbalista roku v kategorii Talent roku.[20]